# Histoire de Barneville-Carteret

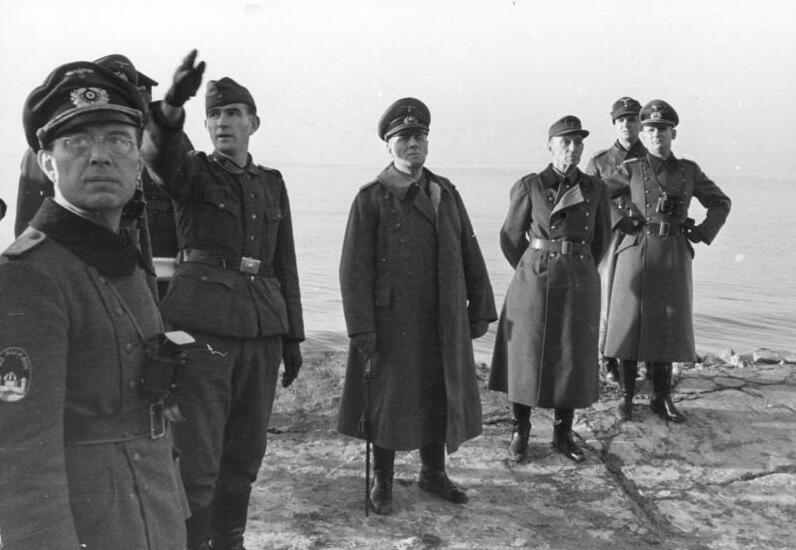
Rommel en inspection sur le Wn 329 le 16 janvier 1944

 (mars 2015).

## Moyen Âge
(février 2022).
Entre 850 et 933, le secteur de Barneville et de Carteret, comme tout le reste du Cotentin, est régulièrement le cible de violents raids vikings qui font fuir la quasi-totalité des habitants. En majorité des paysans ou pêcheurs chrétiens. Pour faire face aux incursions Vikings, le Cotentin est cédé par le traité de Compiègne, et par le roi Charles le Chauve, à Salomon de Bretagne en échange d'un serment d’alliance et une promesse d’aide contre les Vikings. Ceux-ci s’installent pourtant progressivement, notamment à Barneville-Carteret. C'est d'abord un Viking, probablement un seigneur Danois, qui installe une petite ferme fortifié à l'emplacement actuel de l'église Saint-Germain d'Auxerre. En 933, Guillaume Longue-Épée, Duc de Normandie, récupère l’Avranchin, le Cotentin et les îles Anglo-Normandes dans son duché. C'est à cette date que Barneville-Carteret (qui n'existe pas encore) devient officiellement "Normande".
Un petit port fortifié est aussi construit à cette époque au pied du Cap de Carteret. Probablement à l'emplacement actuel du Manoir de Carteret. C'est ici que va naître la famille Carteret qui fut une puissante famille de la noblesse normande, qui fit souche dans les îles Anglo-Normandes depuis Guy de Carteret (vers 960 – 1004).
Renaud Ier de Carteret (1055-1106), chevalier et seigneur de Carteret, fut le premier seigneur de Saint-Ouen, situé sur l'île de Jersey. Les parties les plus anciennes de Carteret datent de l'époque romane (XIe et XIIe siècles).
Dans le bourg de Barneville, derrière l'église, une motte, transformée en calvaire, s'appelait le tertre à Mallet du nom de famille des Mallet de Carteret et Barneville, cité dès 1066.
Le clocher carré de l'église XVe est pourvu d'un parapet sur arcature aveugle et elle aurait été assiégée par les Anglais en septembre 1499.

## Seconde Guerre mondiale
Envahies dès juin 1940, les communes de Carteret et de Barneville-sur-Mer sont des chantiers importants du Mur de l'Atlantique. La plupart des fortifications sont toujours visibles à l'exception du site de Baubigny, totalement enfoui dans le sable.
C'est aussi par le ciel de Barneville-Carteret, que les avions C-47 transportant les troupes aéroportées ont pénétré au-dessus du territoire français dans la nuit du 5 au 6 juin 1944.

### Invasion par l'armée allemande
Le 18 juin 1940, l'armée allemande s'empare de Barneville-sur-Mer puis du port de Carteret avant de prendre la route le long de la côte ouest pour remonter prendre Cherbourg. Pendant les mois de juin et de juillet, Carteret, avec la complicité de marins pêcheurs, devient un point d'embarquement pour rejoindre l'Angleterre par les îles Anglo-Normandes, c'est le cas concernant l'évasion le 24 juin 1940 de l'amiral Thierry d'Argenlieu alors commandant fait prisonnier à Cherbourg le 19 juin 1940 lors de la capitulation de la ville.

### Fortifications du mur de l'Atlantique

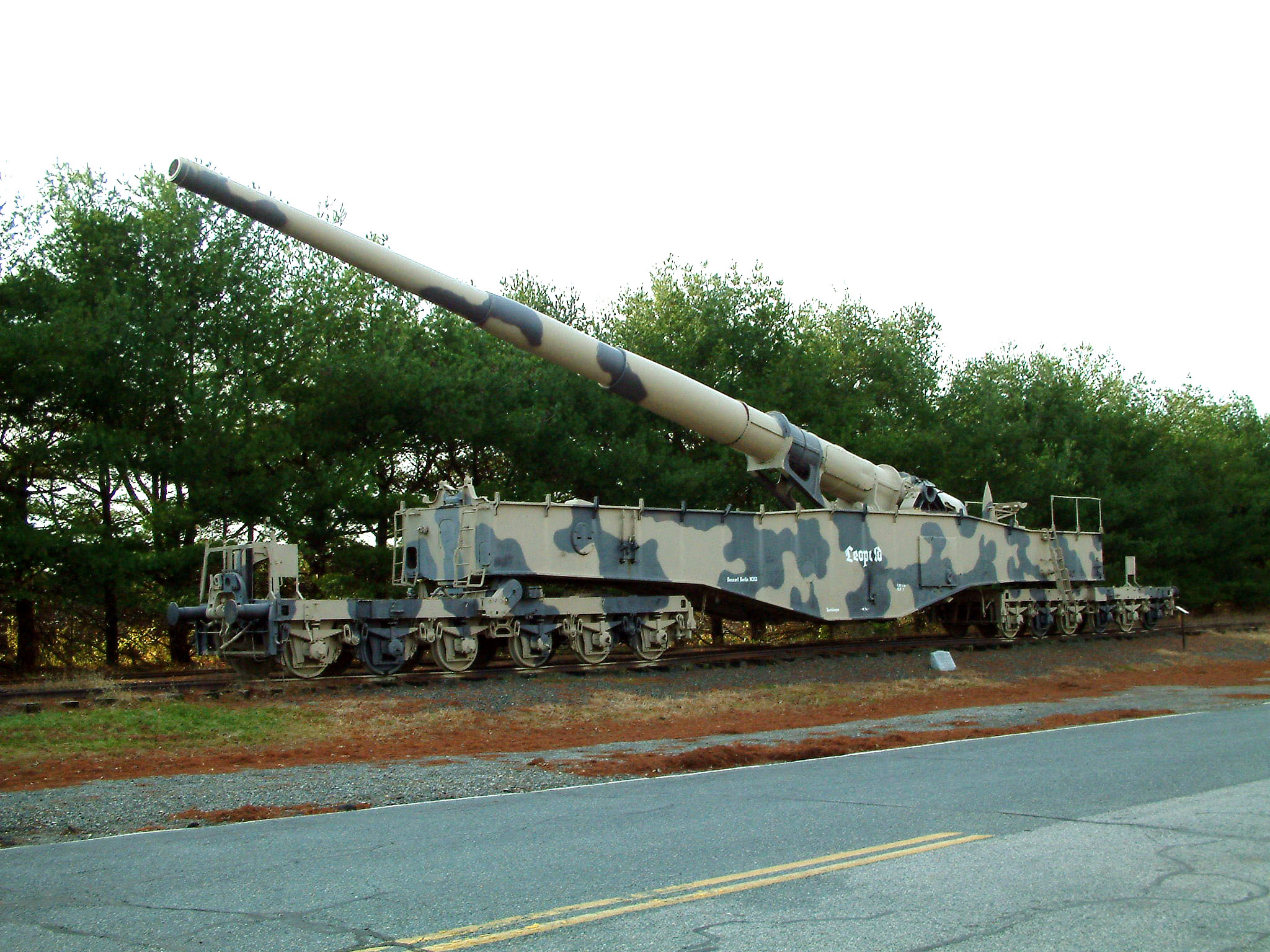
Un canon ferroviaire de type 28-cm-Kanone 5 (E)

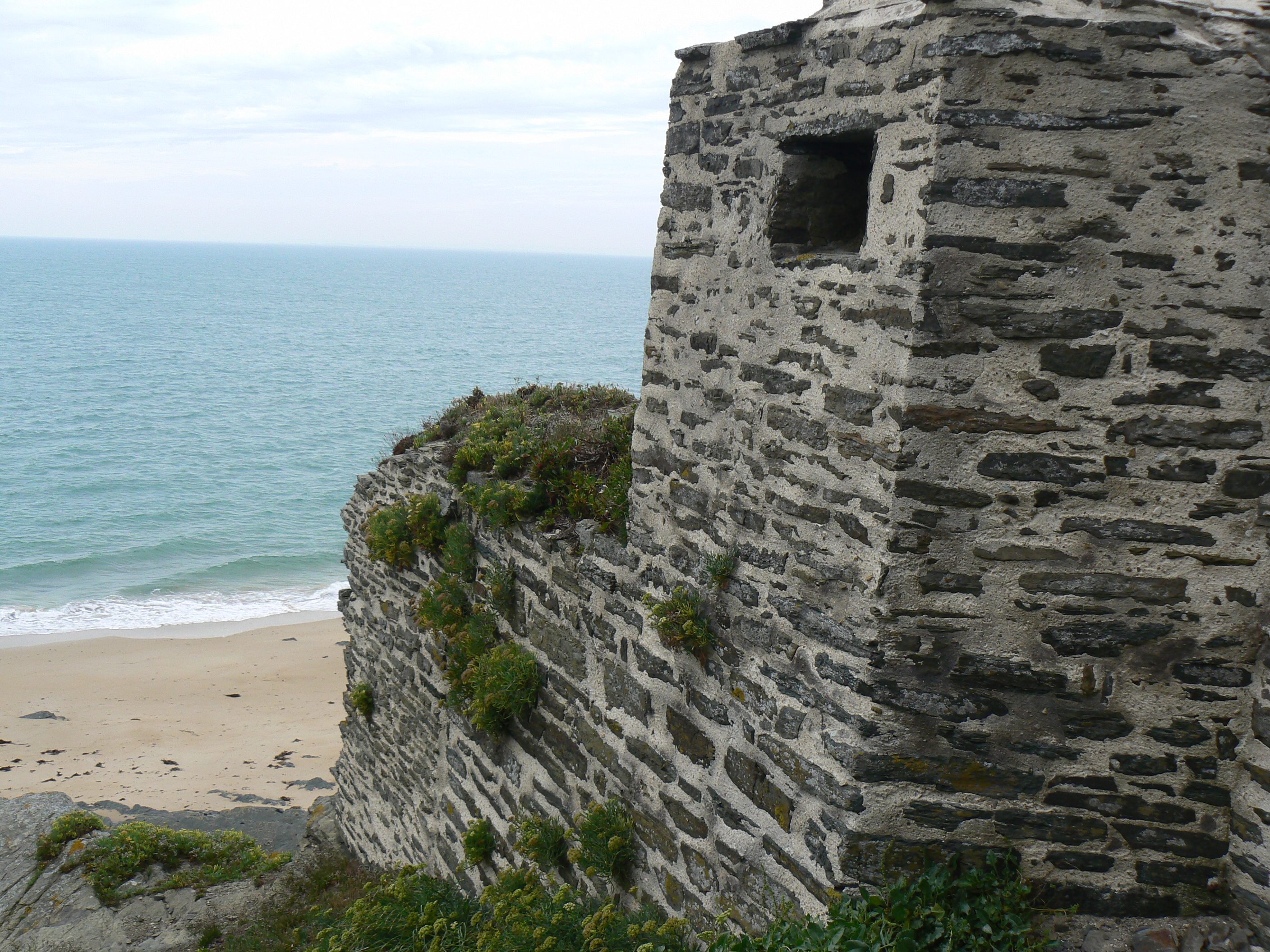
Entrée de l'ancien corps de garde de Carteret utilisé par les Allemands

Dans le mur de l'Atlantique, les fortifications de Barneville-sur-Mer, d'Hatainville, de Beaubigny et de Carteret portaient les codes « Wn 329 », « Wn 326 », « Wn 325 », « Wn324d » et  « R 612 ». La plupart de ces ouvrages en béton armé sont toujours visibles à l'exception du R612, qui s'enfouit petit à petit dans le sable.

### À Carteret et au village du Tôt
Juste après l'invasion du Cotentin le 18 juin 1940, l'armée allemande place deux canons ferroviaires du type 28-cm-Kanone 5 (E) à la gare de Carteret et au village du Tôt, à hauteur de la halte sur la ligne de Carentan à Carteret, parce que les armes à feu de chemin de fer n'ont pas de traverse, ils doivent être placés sur un croisement ou sur une courbe. Ils n'ont servi qu'une fois, sur les fenêtres de l'église Saint-Germain d'Auxerre.

### Sur le cap et sur la plage de Barneville
Les défenses construites sur le secteur et aux alentours ne furent pas conformes au modèle habituel du mur de l'Atlantique. En effet, à l'inverse de la batterie de Longues-sur-Mer ou de celle de la pointe du Hoc, qui sont composées des bunkers abritant des canons de longue portée et construits sur une hauteur protégeant des mitrailleuses disposées plus bas sur la plage, les fortifications construites sur le cap de Carteret abritaient des mitrailleuses qui protégeaient les canons installés sur la plage de Barneville. Les canons ont été installés à cet endroit car cela était plus pratique pour protéger le port de Carteret. Sur le cap, les Allemands avaient donc positionné des armes antiaériennes, des mortiers et des mitrailleuses. Les Allemands ont utilisé l'ancien corps de garde douanier sur le cap comme fortification. Rommel a eu le projet d'installer des canons russes de type K390/2 sur le cap de Carteret, mais le jour J, les constructions avaient à peine commencé. Après la libération de Barneville, des GI's trouvèrent des plans montrant le projet de construction de casemates du type de R669 pour les abriter. Ils avaient déjà été livrés fin mai, mais n'avaient pas été installés. Le 9 juin 1944, deux d'entre eux ont été déplacés à Quineville, au nord de la plage d'Utah Beach. À l'heure actuelle, on ne sait pas ce qu'il est advenu des autres.
Après sa visite d'inspection le 16 janvier 1944, Rommel fortifia le phare et fit construire un petit bunker souterrain. À l'emplacement de l'actuel sémaphore, il installa une station de radar protégée par une batterie antiaérienne.

### Dans les dunes d'Hatainville
La fortification d'Hatainville est un des meilleurs exemples d'ingéniosité locale. Son rôle était la surveillance, sur les hautes dunes de sable, de la zone entre Carteret et Beaubigny. Ce fut le plus petit PC de tout le mur de l'Atlantique. Aucun télémètre n'avait été installé, mais juste une sentinelle avec des jumelles. La construction, très simple, est en béton avec des volets et même un morceau de rail de chemin de fer qui a été utilisée pour renforcer la structure, servant de poutre pour tenir le toit. Ce renfort métallique pourrait probablement avoir été utilisé pour monter un projecteur.
La vieille structure est maintenant utilisée comme plate-forme d'orientation sur le sentier pédestre. Il y avait aussi un emplacement pour une mitrailleuse antiaérienne sur la plage, aujourd'hui sous la mer et recouverte par le sable.

## Opérations avant le jour J
Les forces allemandes présentes étaient du 206e régiment de Panzer. Peu avant le débarquement des troupes alliées, Rommel était venu inspecter les batteries. Ses soldats l'avaient averti qu'ils étaient mal équipés en cas d'attaque et que leur installation ne pourrait donc fonctionner qu'à 50 % de sa capacité.
Quelques jours avant le Jour J, un officier britannique de la RAF a été parachuté dans les dunes avec une radio-balise. Après s'être caché jusqu'à la nuit du 5 juin, il a alors activé une radiobalise pour donner le signal radio aux avions C-47 transportant les hommes des 82e et 101e troupes aéroportées américaines afin de faire leur virage à gauche au bon moment et parachuter les GI's sur le secteur de Sainte-Mère-Église, pour les opérations Albany et Boston.
Les deux batteries principales (sur le cap et sur la flèche), les emplacements d'arme à feu sur la plage de Beaubigny ainsi que les positions sur les îles Anglo-Normandes ont fonctionné à plein régime dans la nuit du 5 au 6 juin 1944 en tirant sur les C-47.

## Arrivée duVIIecorps de l'armée américaine

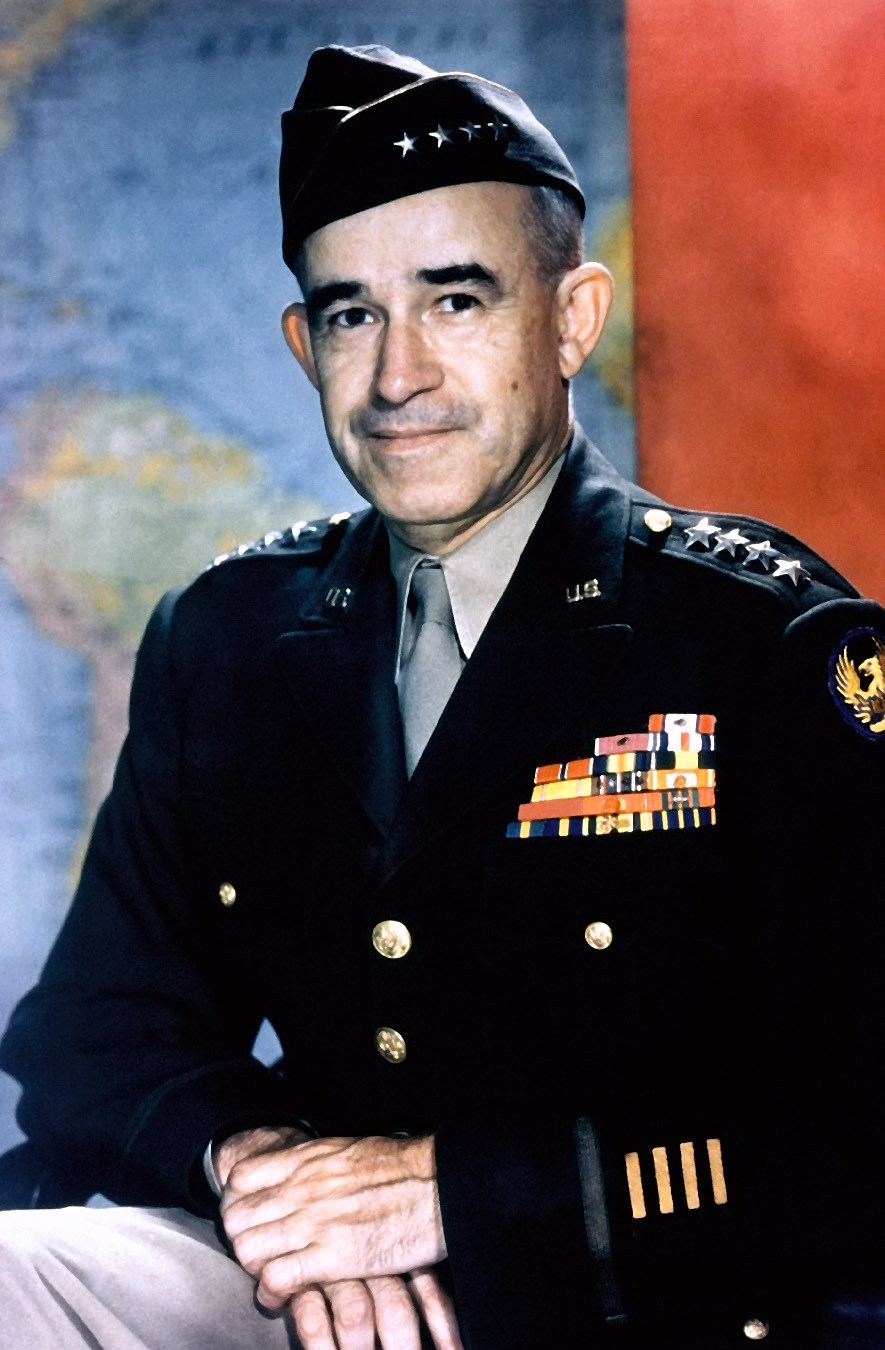
Le général Omar Bradley, qui commanda le VIIe corps de l'armée américaine

### Entrée dans Barneville-sur-Mer
Le 18 juin 1944, à 05h00 du matin, une colonne blindée du 69e régiment de la 9e division d'infanterie du VIIe corps de l'armée américaine (commandée par le général Omar Bradley) entre dans le bourg de Barneville soit 4 ans jour pour jour après l'entrée des Allemands dans la ville. Constituée d'infanterie du 3e bataillon du 60e régiment d'infanterie, de chars du 746e Tank Bataillon et 899e TD bataillon (SP), cette première colonne arrive par la route venant de Saint-Jacques-de-Néhou.
Les Alliés viennent de couper le Cotentin d'est en ouest, privant ainsi de renforts tous les soldats allemands situés au nord d'une ligne allant d'Utah Beach au cap de Carteret. Bon nombre d'entre eux tenteront de traverser la ville (souvent de nuit). Au total, ce sont 3 000 soldats allemands appartenant aux 77e, 91e, 243e et 709e Infanterie-Divisionen qui seront faits prisonniers sur le secteur de l'actuelle Barneville-Carteret.
Le 27 juin, après une dizaine de jours de combats, la ville est totalement libérée. Ce n'est que ce jour-là que le maire, Jean Auvrey, peut serrer la main du sergent Max Monserne, commandant la 9e division. Parmi les reporters de guerre qui immortalisent l'événement, on compte la présence d'Ernie Pyle. L'une de ses plus célèbres photos de la bataille de Normandie, sur laquelle il pose avec de jeunes enfants français, a été prise sur la route menant du bourg de Barneville à Carteret.

### Pendant la bataille de Normandie
Une fois la ville totalement libérée quelques jours plus tard, les Américains y installent une ligne de défense pendant l'offensive vers Cherbourg puis, la ville devient une base arrière lorsque l'offensive vers le sud, qui sera nommée ensuite la bataille des Haies, est menée.
C'est lors de cette bataille, au cours du mois de juillet 1944, alors que les combats s'intensifient, que les généraux Patton et Eisenhower viennent séjourner dans le bourg de Barneville dans l'ancien Hôtel des Voyageurs, aujourd'hui désaffecté. Une stèle sur le mur du bâtiment rappelle leur passage[réf. à confirmer].
À l'instar de ses ennemis, Rommel y avait aussi séjourné lors de ses inspections au début de la même année.
Les militaires américains resteront à Barneville-sur-mer et à Carteret jusqu'à l'automne 1945. Au manoir de Graffard, on donna des spectacles de French Cancan pour les soldats.